# Gletschervorfeld

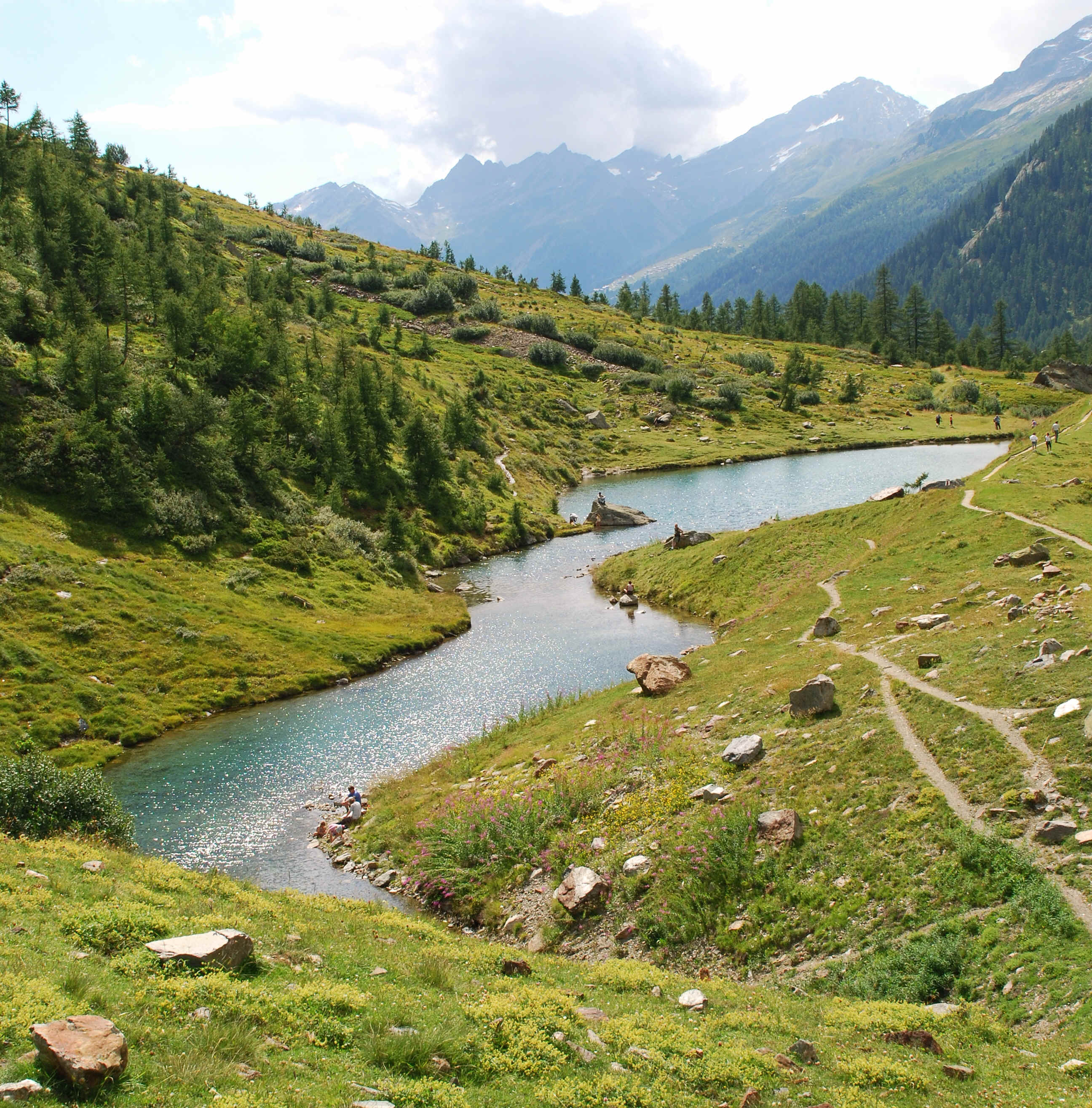
Grundsee unterhalb des Langgletscher, ein typischer Schmelzwassersee des Gletschervorfeldes

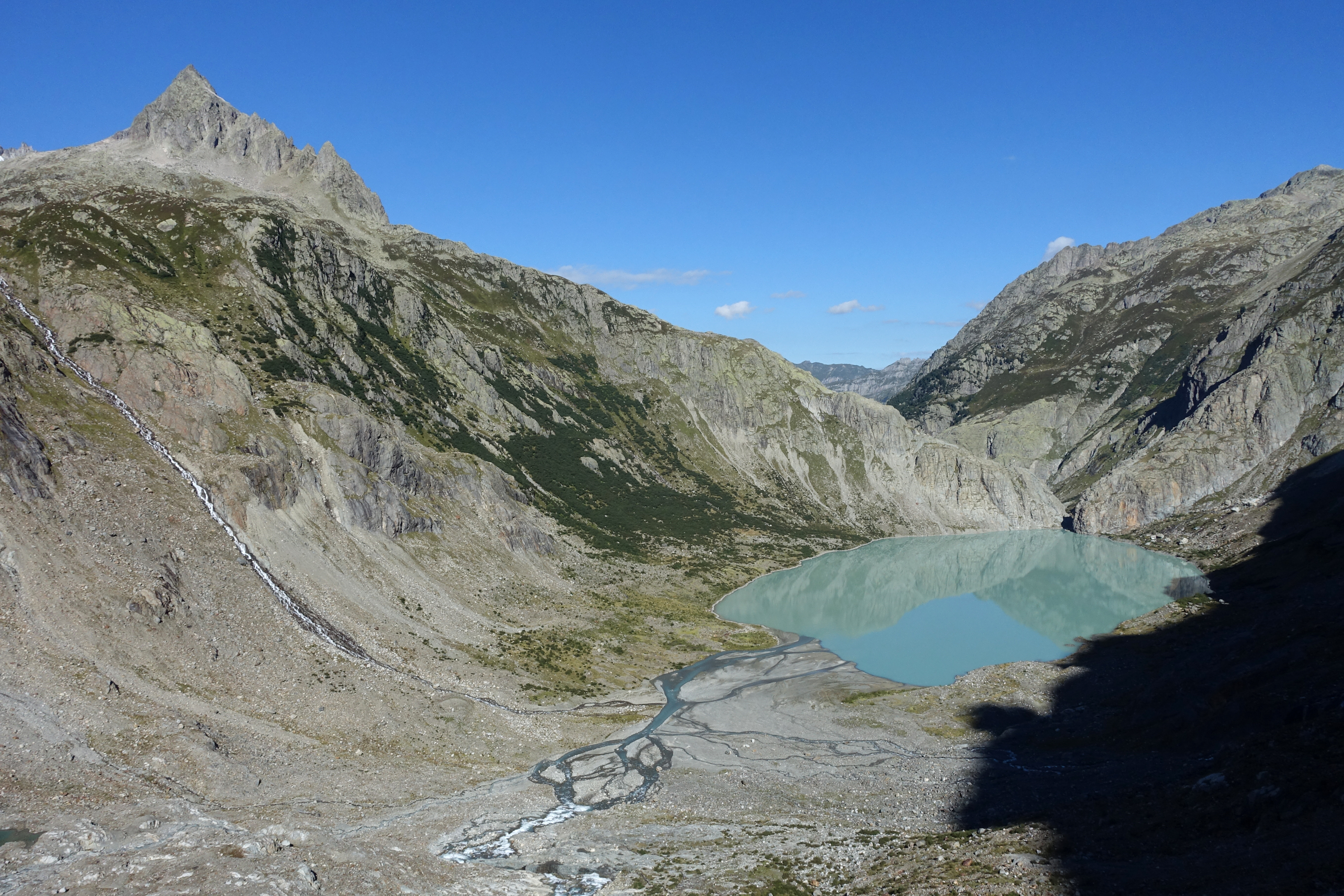
Im Vorfeld des Triftgletschers bildete sich um die Jahrtausendwende ein natürlicher See

Als Gletschervorfeld bezeichnet man das Gebiet zwischen dem aktuellen Gletscherrand und den Moränen, die den letzten Höchststand markieren. Der Zeitpunkt des letzten Gletscherhöchststandes liegt in den Alpen um 1850 und das Gebiet ist seitdem durch Abschmelzungs- und damit verbundene Rückzugsvorgänge eisfrei geworden. Durch diese noch relativ junge Entwicklung der Vegetation, der Fauna und auch der Morphodynamik unterscheidet sich das Gletschervorfeld deutlich von der umliegenden Landschaft.
Gletschervorfelder bieten die Möglichkeit, das Entstehen eines Ökosystems von der Erstbesiedlung an zu beobachten. Nicht zuletzt deshalb werden solche Gebiete nicht selten unter Naturschutz gestellt.
Unter dem Druck der Energiewende geraten Vorfelder in die Ausbaupläne von Energieunternehmen, was wie im Gletschervorfeld der Trift Schwemmebenen bedroht.